# Кейті Маклафлін
Кейті Маклафлін (англ. Katie McLaughlin, 9 липня 1997) — американська плавчиня.
Чемпіонка світу з водних видів спорту 2015, 2019 років.
Призерка Пантихоокеанського чемпіонату з плавання 2014, 2018 років.